# Yalemesil
Yalemesil är en ort i Mexiko.   Den ligger i kommunen Chilón och delstaten Chiapas, i den sydöstra delen av landet, 800 km öster om huvudstaden Mexico City. Yalemesil ligger 942 meter över havet och antalet invånare är 101.
Terrängen runt Yalemesil är huvudsakligen kuperad. Yalemesil ligger nere i en dal. Runt Yalemesil är det ganska glesbefolkat, med 50 invånare per kvadratkilometer. Närmaste större samhälle är Jol Sacún, 3,5 km öster om Yalemesil. I omgivningarna runt Yalemesil växer i huvudsak städsegrön lövskog.